# Holden
Holden – australijska marka samochodów osobowych, dostawczych i terenowych, należąca do koncernu General Motors Corporation.
Do 2017 roku oprócz importowanych modeli Holden zajmował się produkcją własnej konstrukcji wytwarzanych lokalnie samochodów, głównie serii Commodore i Caprice, oraz współpracował z lokalnymi firmami tuningowymi HSV i HST, współtworząc modele sportowe. Zamknięta we wrześniu 2017 roku fabryka była ostatnim w historii zakładem produkującym samochody w Australii. Następnie Holden oferował pod własną marką importowane samochody Chevroleta, Opla i GMC. Marka została definitywnie wygaszona z końcem 2020 roku.

## Historia przedsiębiorstwa

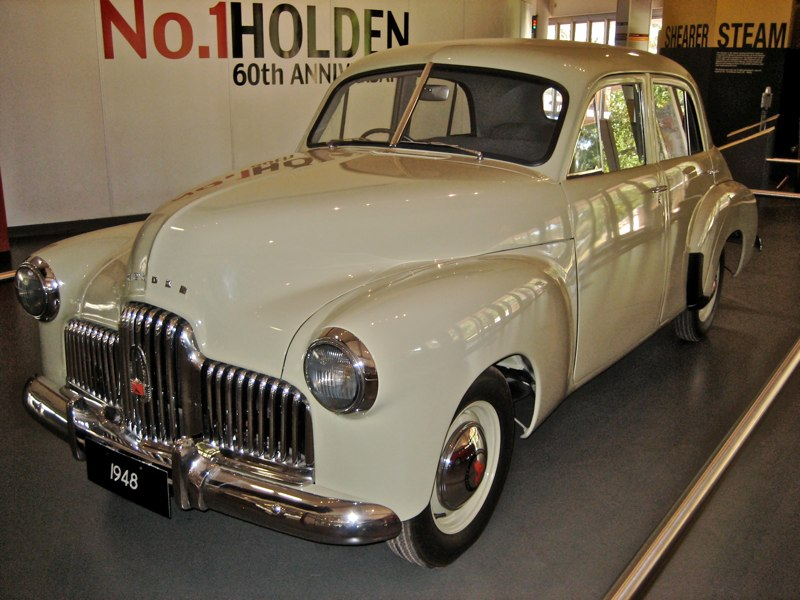
Holden FX

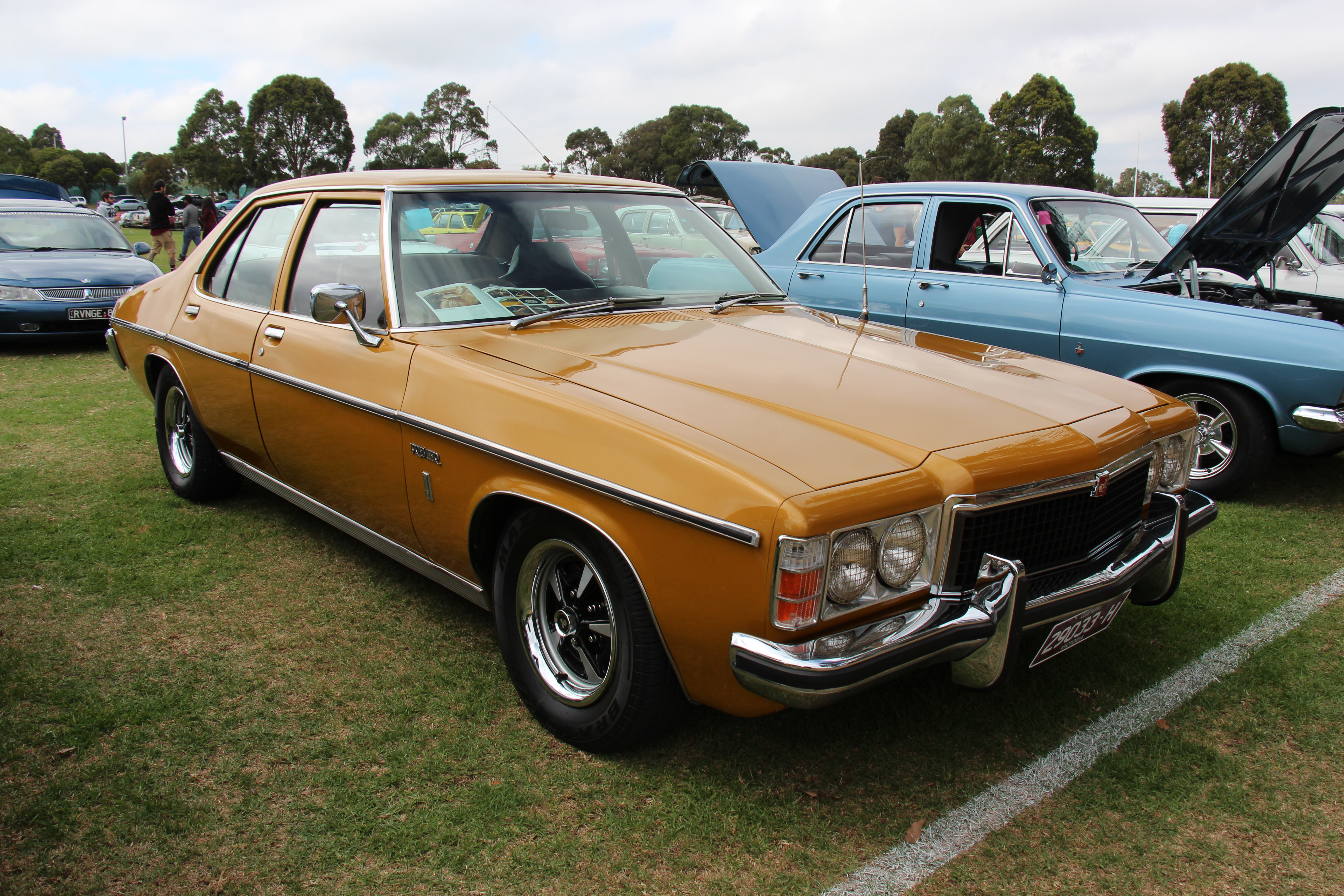
Holden Premier HZ

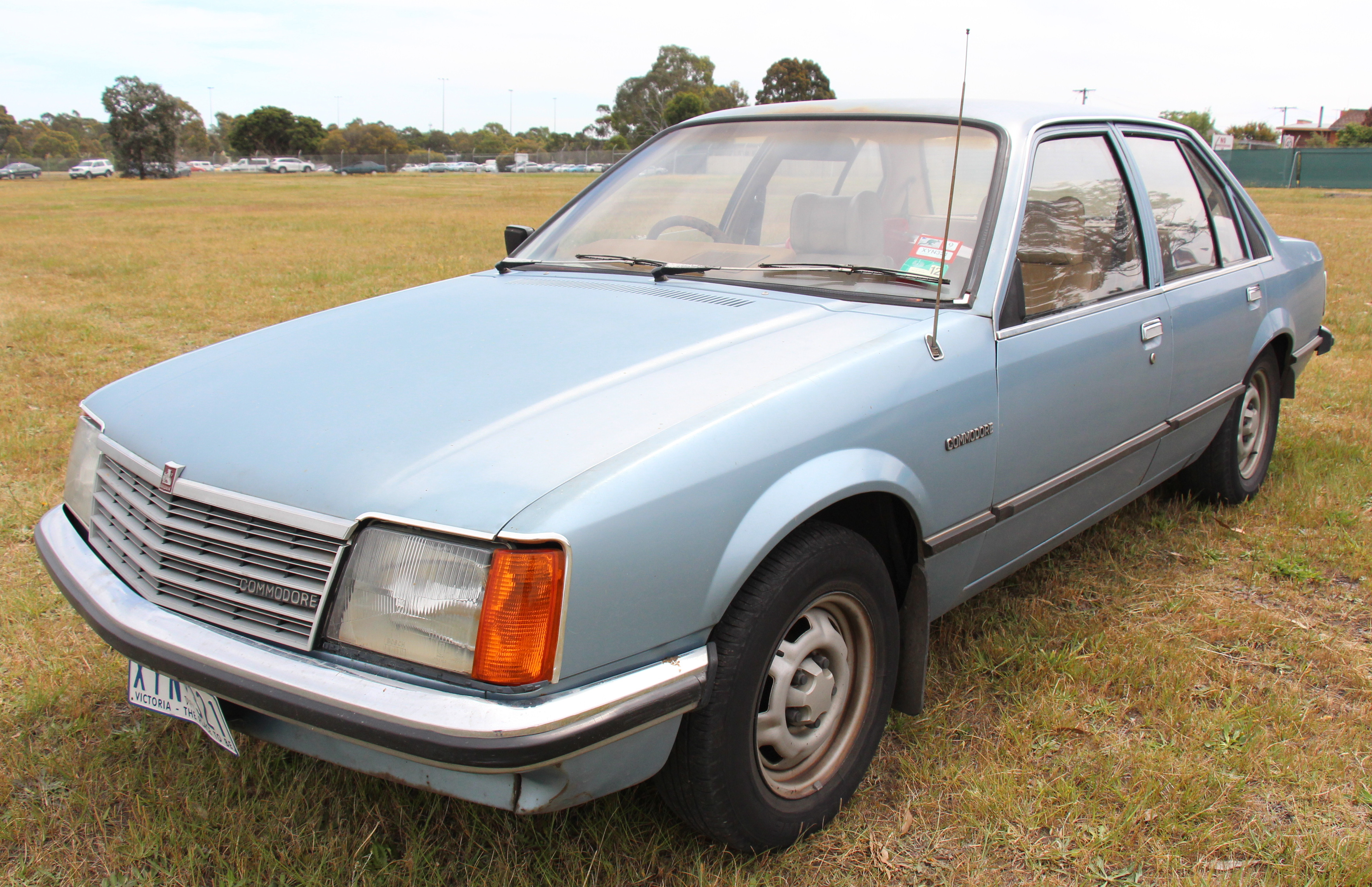
Holden Commodore VB

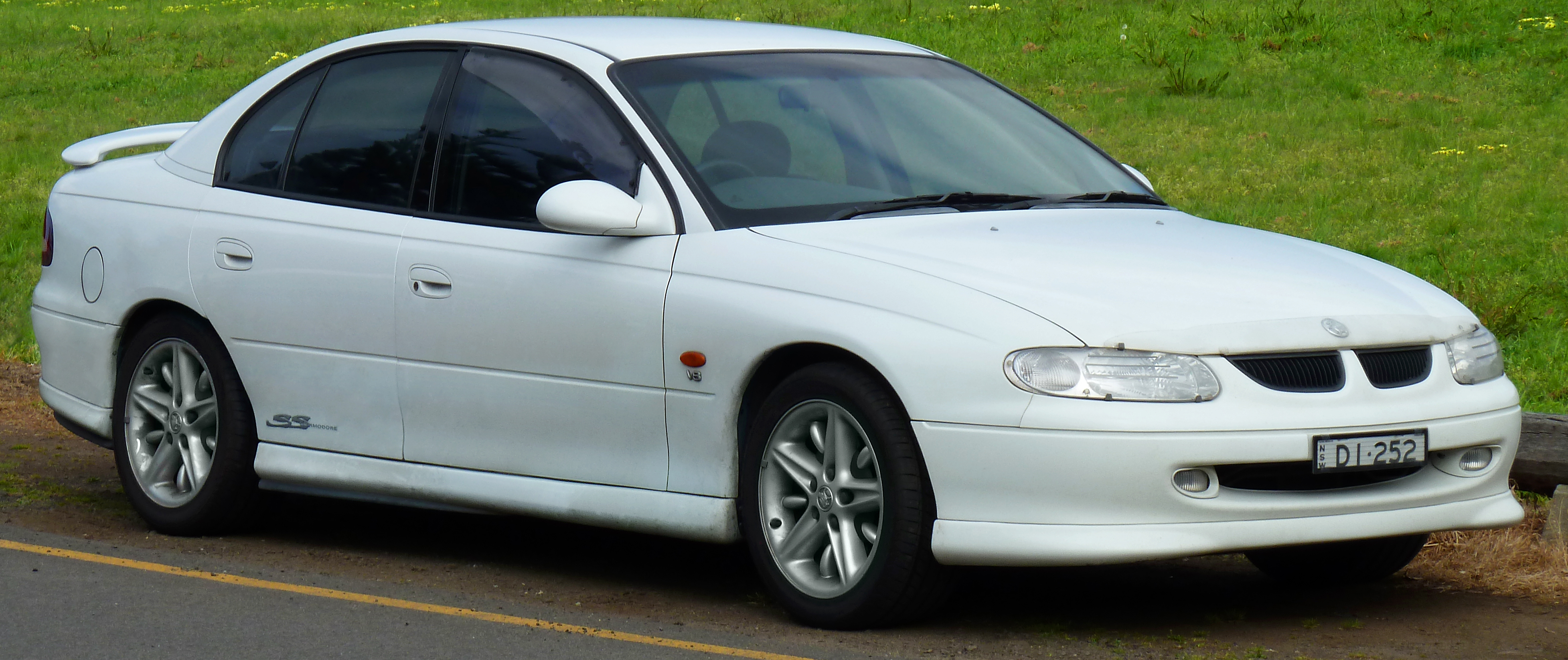
Holden Commodore VT

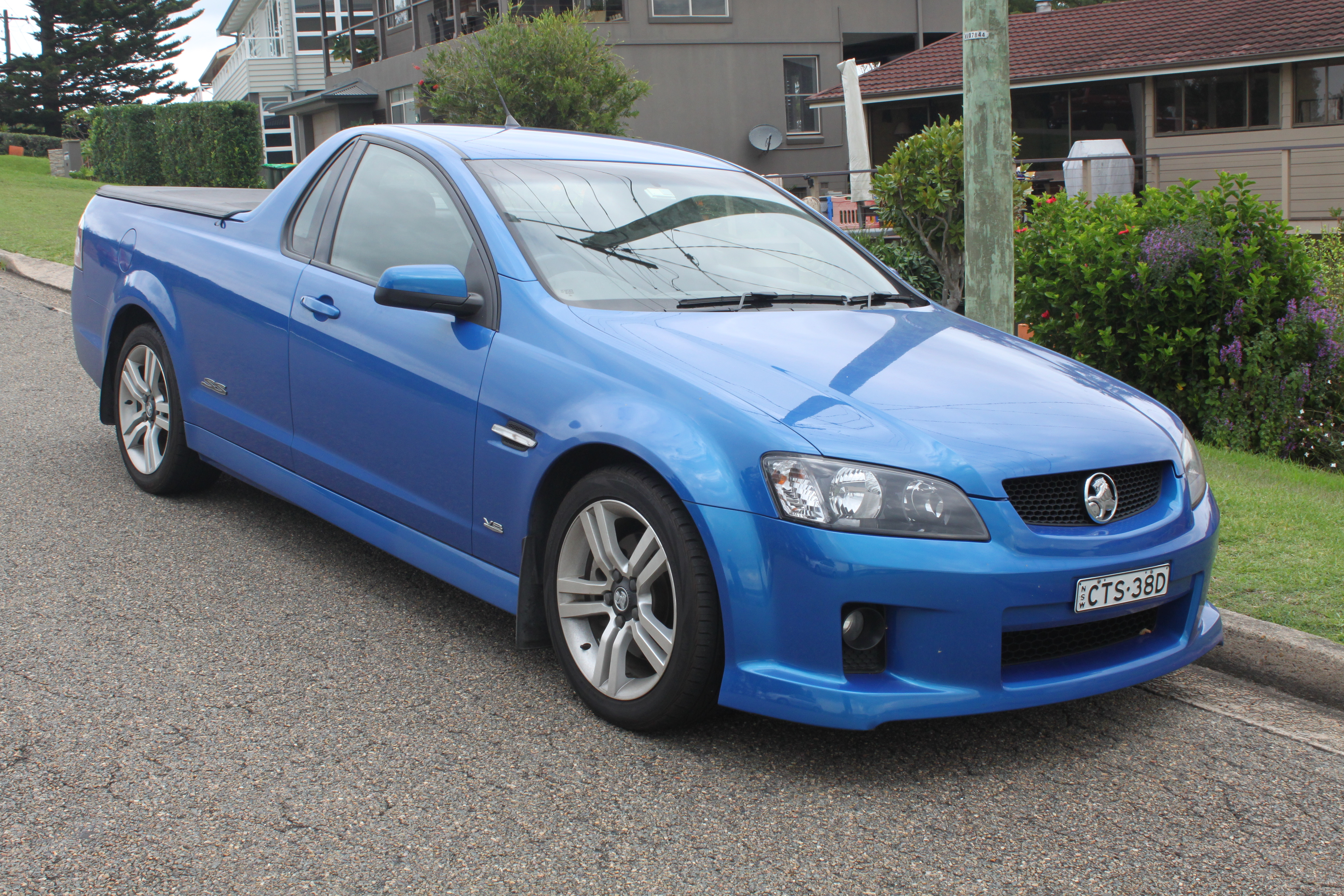
Holden Ute VE SS

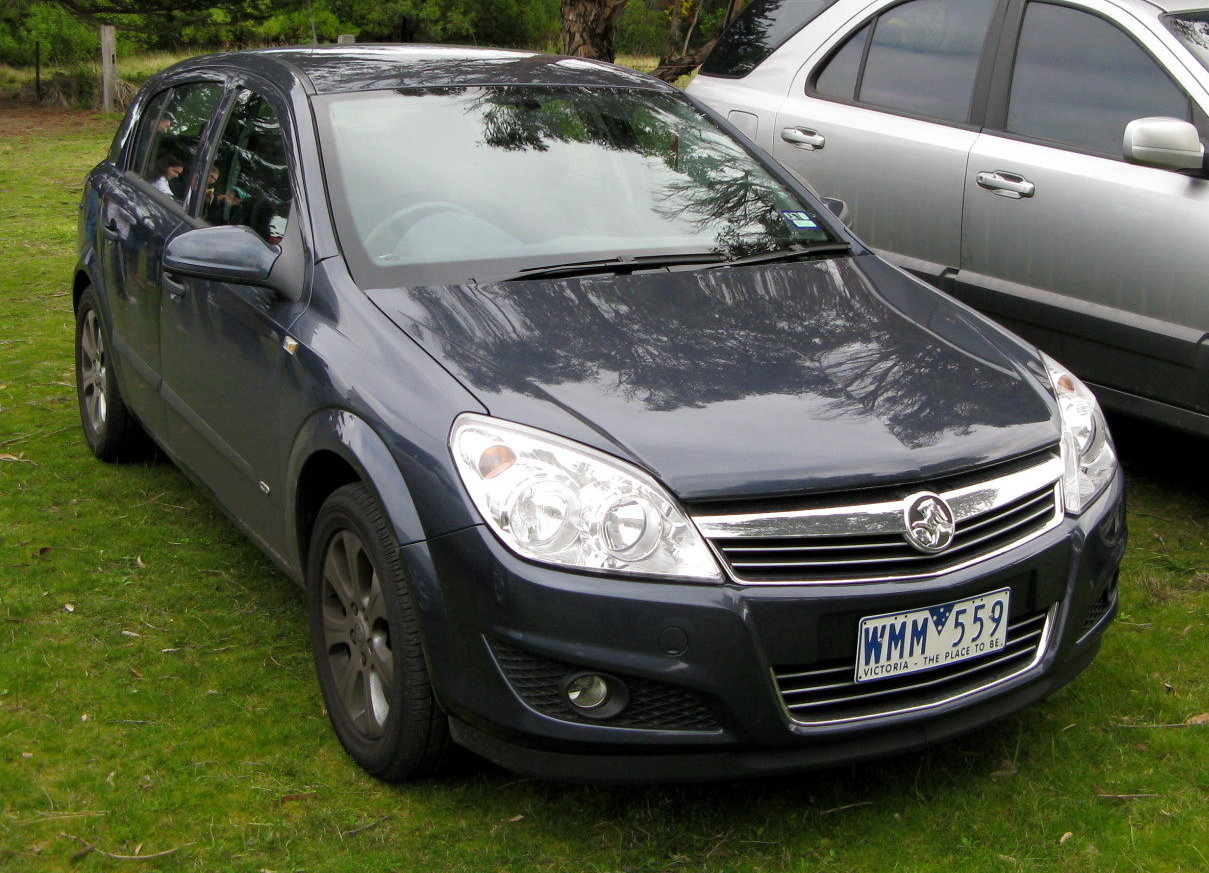
Holden AH Astra

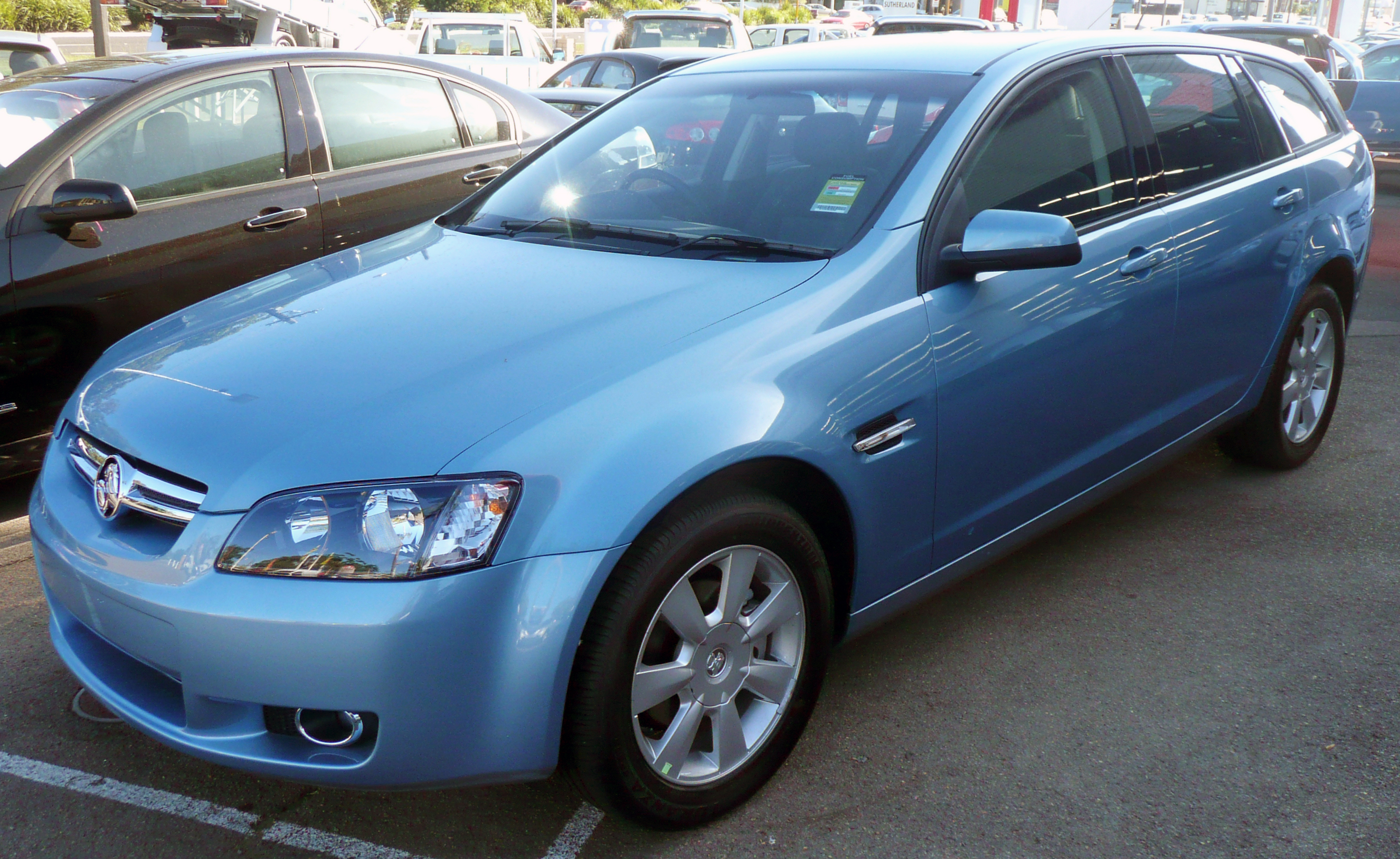
Holden VE Sportwagon

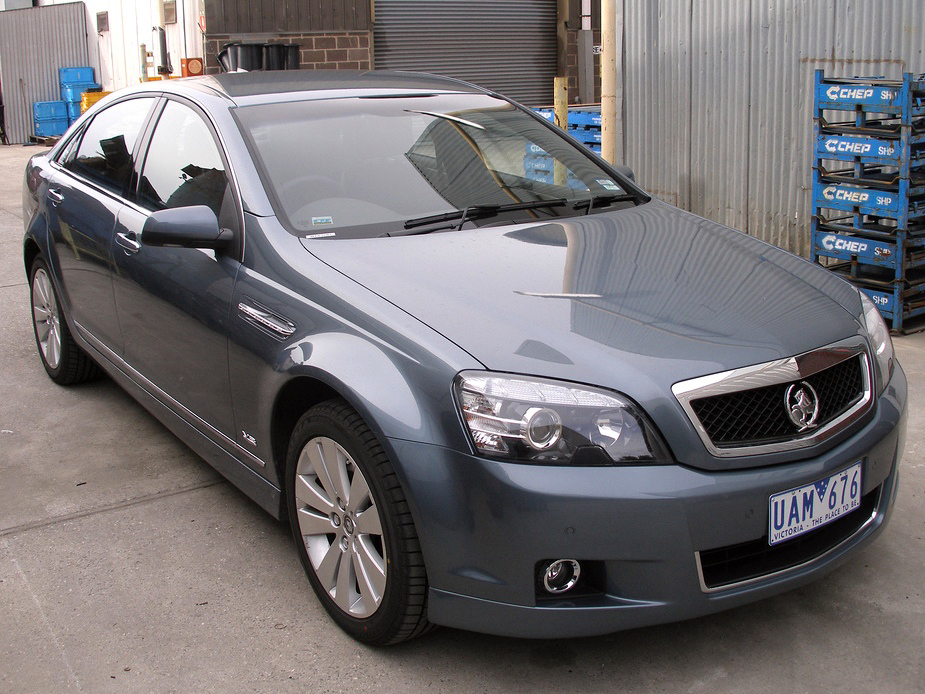
Holden WM Caprice

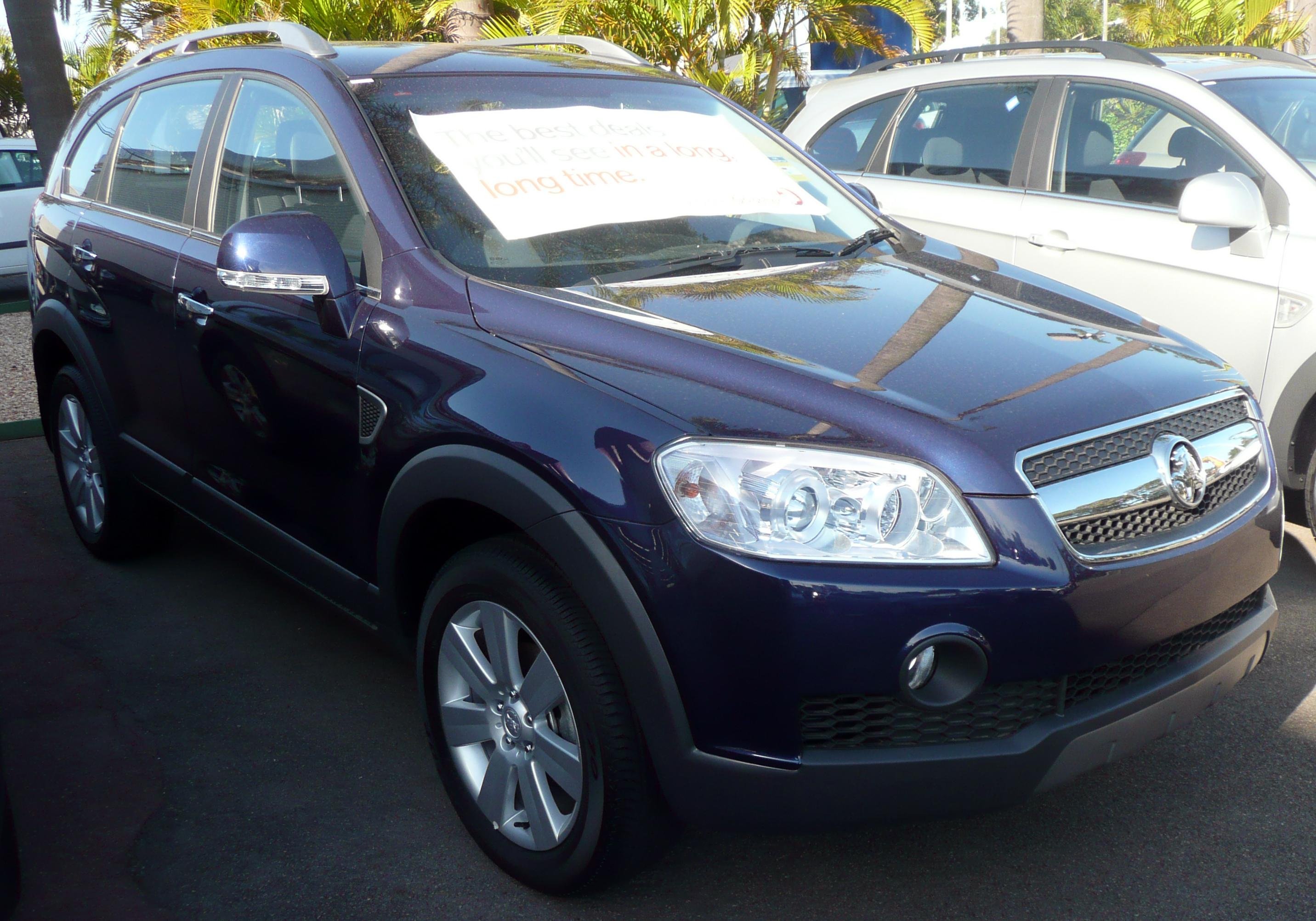
Holden CG Captiva

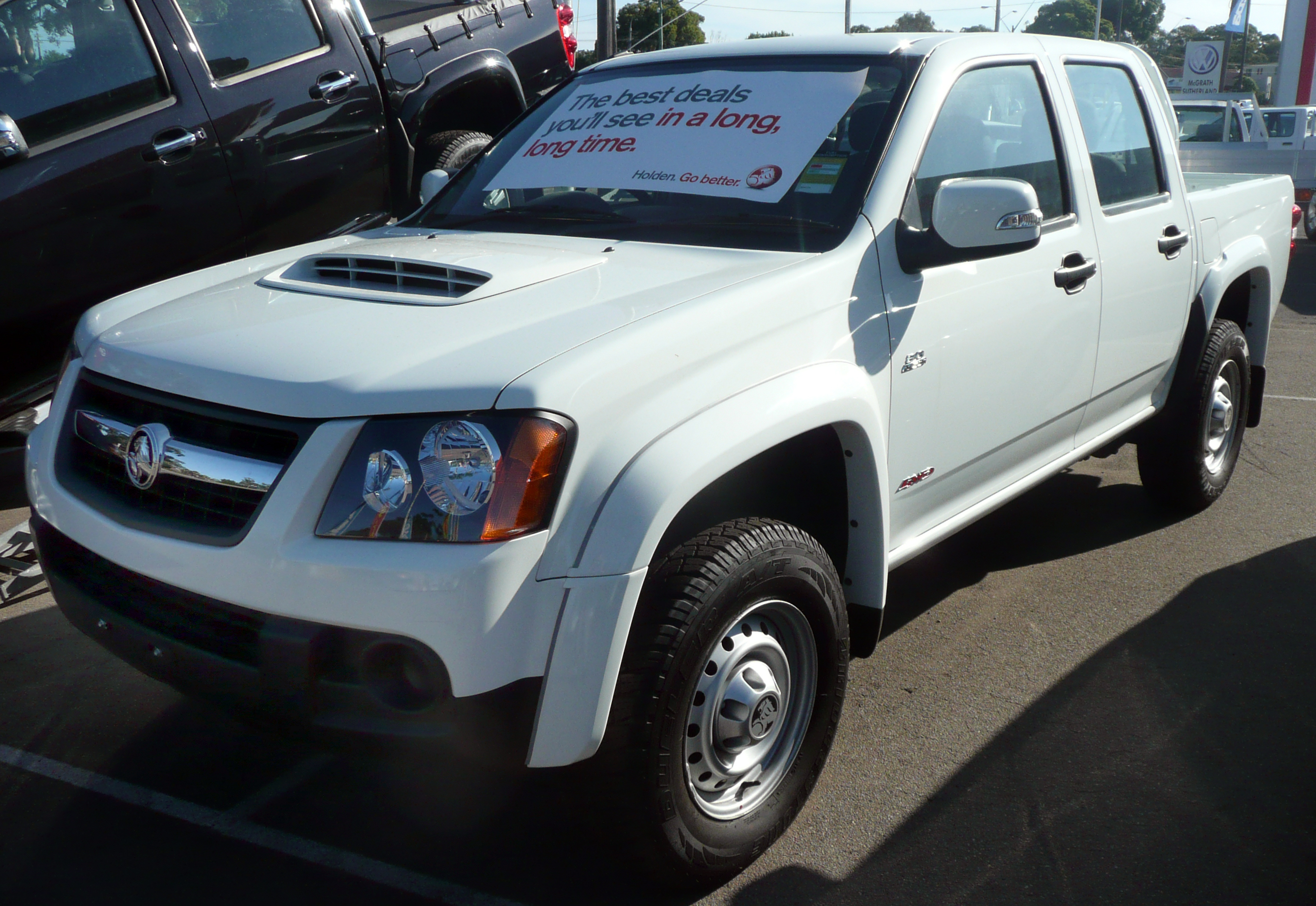
Holden RC Colorado

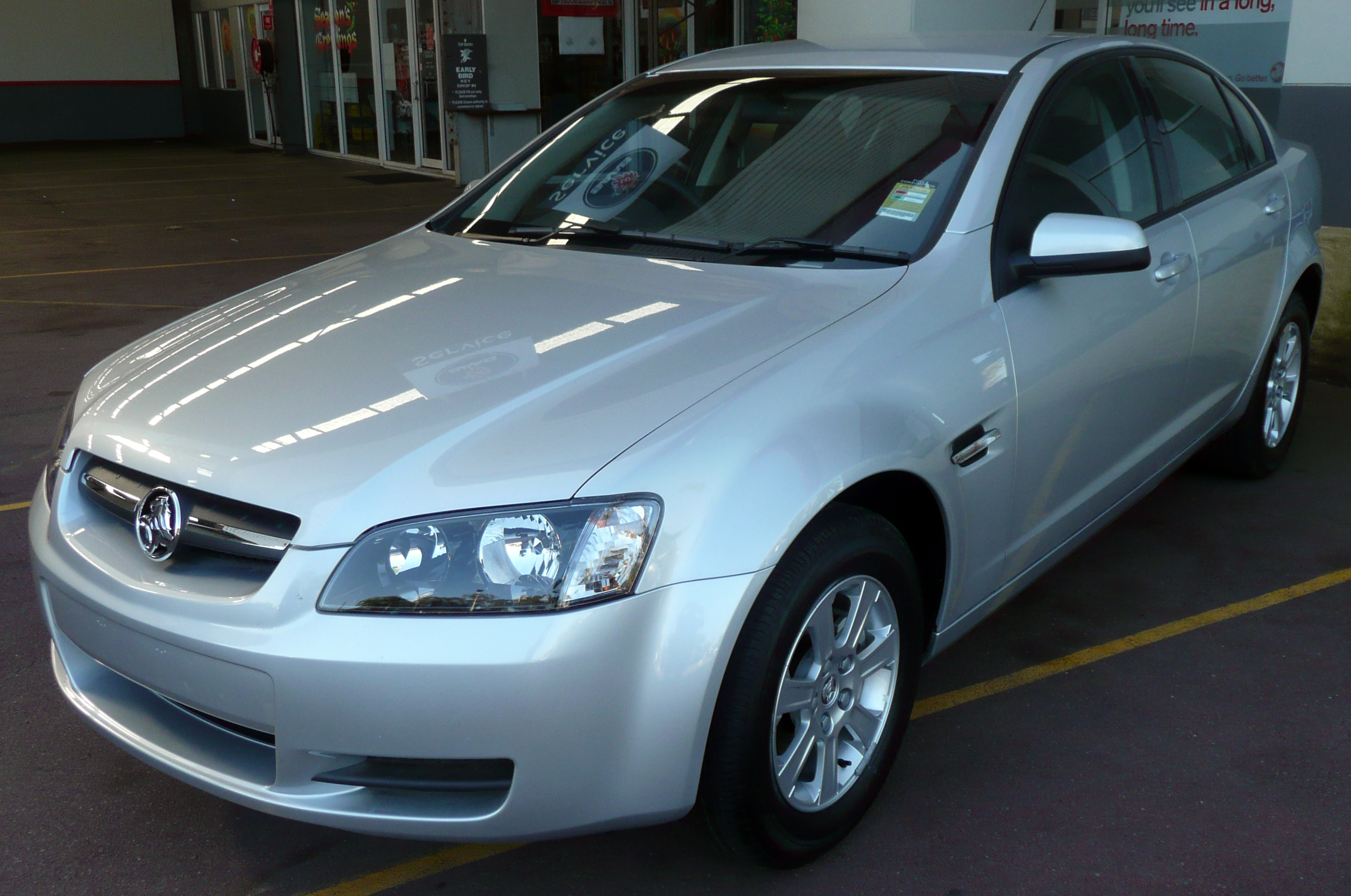
Holden VE Commodore

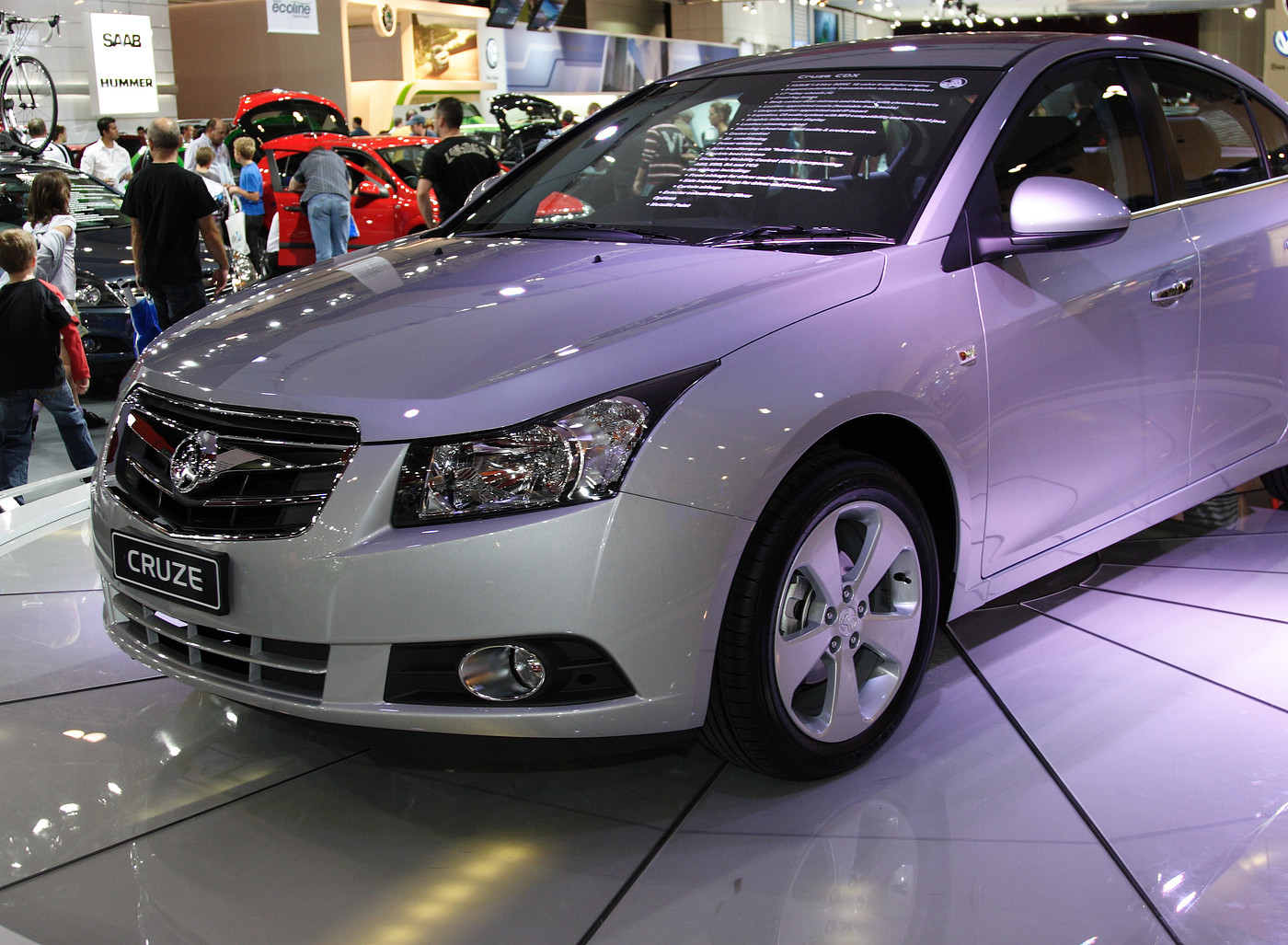
Holden JG Cruze

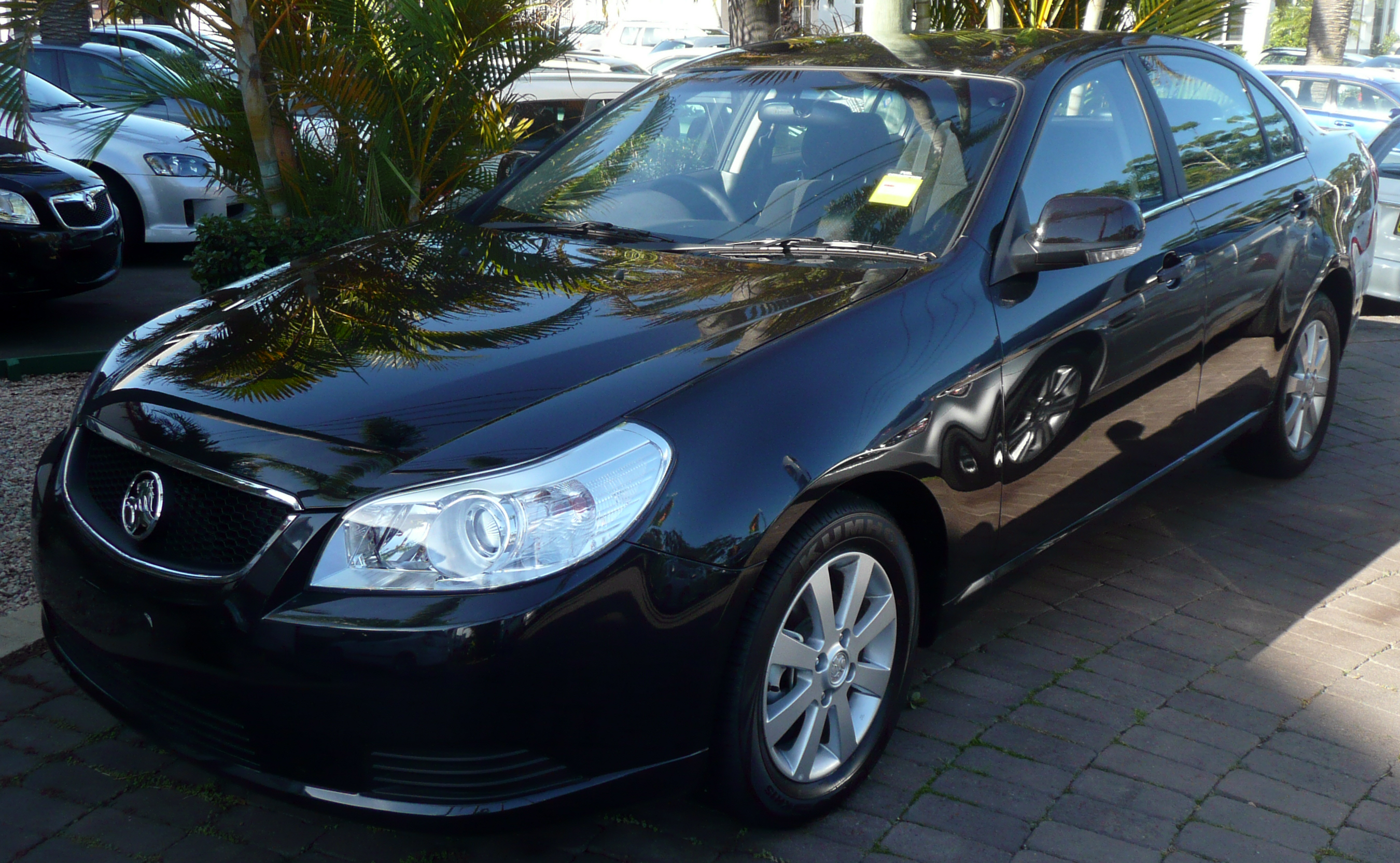
Holden EP Epica

W 1856 roku w Adelaide, w Australii Południowej, James Alexander Holden założył przedsiębiorstwo o nazwie J.A Holden & Co. Pierwsza styczność z motoryzacją nastąpiła w 1913 roku, kiedy to przedsiębiorstwo podjęło produkcję bocznych wózków do motocykli. W 1914 roku ruszyła produkcja nadwozi do samochodów, na zlecenie General Motors Australia. W 1918 roku spółka zmieniła firmę na Holden's Motor Body Builders (HMBB). Osiem lat później pojawiło się logo z lwem, zwane Lion-and-stone (z ang.: Lew i kamień). W 1931 roku HMBB i GM-A połączyły się tworząc General Motors-Holden. W 1948 roku pojawił się pierwszy australijski samochód, Holden (FX) 48-215. Występował on w wersjach Sedan i użytkowej Utility. Stąd wzięła się nazwa Ute, którą oznacza się głównie pick-upy tej marki. W 1957 roku pojawił się pierwszy Holden kombi, bazujący na serii FE. W 1969 roku powstał pierwszy australijski silnik V8. Modele Commodore, stały się jednymi z najlepiej sprzedających się samochodów w Australii. W 1987 roku powstało przedsiębiorstwo HSV, czyli Holden Special Vehicles, zajmujące się tuningiem modeli Commodore, Ute oraz nowego Monaro. Ten ostatni, będący dwudrzwiowym coupé, zbudowanym w oparciu o model Commodore, był oferowany w Wielkiej Brytanii jako Vauxhall Monaro, oraz w Stanach Zjednoczonych od 2004 roku jako Pontiac GTO. Pod koniec lat 90. przewaga rynkowa Holdena nad jego głównym rywalem, australijskim Fordem wzrosła znacząco, co ułatwiło podjęcie decyzji o rozpoczęciu prac nad nowym modelem Commodore. Najnowszy model australijskiego przedsiębiorstwa, Holden Commodore (VE), ujrzał światło dzienne we wrześniu 2006 roku.

### Koniec lokalnej produkcji
W grudniu 2013 roku szef Holdena, Mike Devereux ogłosił, że marka Holden przejdzie rewolucyjne przemiany w 2017 roku. Idąc w ślady Mitsubishi, Forda i Toyoty australijska marka jako kolejna i ostatnia ogłosiła zamknięcie swoich australijskich zakładów kończąc tym samym historię przemysłu motoryzacyjnego na Antypodach. Jako powód podano spadający udział Holdena w lokalnym rynku i nieopłacalność fabryk w Australii.
W zakładach marki w Elizabeth jeszcze przez 4 lata produkowany był kompaktowy Holden Cruze, a także kultowa linia modelowa Commodore wraz z serią Caprice i Statesman. Historyczny dla australijskiej motoryzacji moment nastąpił końcowo we wrześniu 2017 roku, kiedy to z taśm zjechał ostatni australijski samochód – czerwony Holden Commodore.
Wbrew wcześniejszym doniesieniom General Motors nie zdecydowało się zlikwidować marki Holden, lecz poprzestał na zamknięciu australijskiej fabryki i wycofaniu lokalnie opracowanych samochodów. Od końca 2017 roku gama Holdena po raz pierwszy w historii marki składała się tylko z importowanych z Europy,
Korei Południowej i Stanów Zjednoczonych samochodów Chevroleta, Opla i GMC oferowanych pod własnym znaczkiem.. 20 października 2017 roku zjechał ostatni Holden wyprodukowany w Australii.
Marka zakończyła jednak definitywnie działalność 31 grudnia 2020 roku.

## Oferta
Holden specjalizuje się w konstrukcjach dużych samochodów. Modele Commodore bazowały już na konstrukcjach Opla Senatora i Omegi, były jednak zasadniczo przekonstruowane. Należało je dostosować do silników V6/V8 o dużych pojemnościach i mocach ponad 300 KM z palety Chevroleta. Oznaczało to nowe układy hamulcowe czy zmienione zawieszenie. Stylistyka też odbiegała znacznie od oryginału.
W 2000 roku rozpoczęła się dyskusja nad następcą modelu Commodore (seria VT-VX-VY-VZ). Ponieważ Opel zrezygnował z opracowywania następcy modelu Omega (B) a platforma Vectry była nie tylko za mała, ale przede wszystkim uniemożliwiała zastosowanie tylnego napędu, Holden został zmuszony poszukać płyty podłogowej gdzie indziej. Platforma „Sigma” na której zbudowano Cadillaca CTS okazała się za droga w produkcji, postanowiono więc stworzyć nową płytę podłogową od podstaw (platforma Zeta), na co zgodę wyraził General Motors, właściciel Holdena. W ten sposób powstał pierwszy od lat, skonstruowany całkowicie od podstaw, samochód tej marki.

## Modele

### Oferowane w końcowym okresie istnienia marki
- Holden Spark – australijska wersja Chevroleta Sparka IV
- Holden Barina – australijska wersja Chevroleta Aveo II
- Holden Astra – australijska wersja Opla Astry K
- Holden Astra Sedan – australijska wersja Chevroleta Cruze Sedan II
- Holden Commodore – australijska wersja Opla Insignii II
- Holden Trax – australijska wersja Chevroleta Traxa
- Holden Captiva – australijska wersja Chevroleta Captivy
- Holden Equinox – australijska wersja Chevroleta Equinoxa III
- Holden Acadia – australijska wersja GMC Acadii
- Holden Trailblazer – australijska wersja Chevroleta Trailblazera II
- Holden Colorado – australijska wersja Chevroleta Colorado II

### Lokalnie opracowane (1948–2017)
- Holden (FX) 48-215 (1948–1952) – pierwszy Holden
- Holden (FJ) (1953–1956) – FJ to zmodernizowany FX
- Holden (FE) (1956–1957)
- Holden (FC) (1958–1959) – FC to zmodernizowany FE
- Holden (FB) (1960) – FB to zmodernizowany FC
- Holden (EK) (1961) – EK to zmodernizowany FB
- Holden (EJ) (1962) – nowy model
- Holden Premier (EH) (1963–1965)
- Holden Premier (HD) (1965)
- Holden Premier (HR) (1966–1967)
- Holden Kingswood (HK-HT-HG) (1968–1970) – nowy model
- Holden Belmont (1968–1980)
- Holden Monaro (bazował na HK) (1968–1979)
- Holden Torana (LC-LJ) (1969–1974)
- Holden Kingswood (HQ) (1971–1973)
- Holden Kingswood (HJ-HX-HZ) (1974–1979)
- Holden Torana (LH-LX-UC) (1974–1980)
- Holden Sunbird (1976–1980) – czterocylindrowa wersja Holdena Torana (LH-UC)
- Holden Commodore (VB-VC-VH) (1978–1983) – nowy model
- Holden Kingswood (WB) (1980–1983)
- Holden Commodore (VK) (1984–1985)
- Holden Commodore (VL) (1986–1987)
- Holden Commodore (VN-VP-VR-VS) (1988–1996) – nowy model
- Holden Statesman (VQ-VR-VS) (1990–1998)
- Holden Commodore (VT-VX-VY-VZ) (1997–2006) – nowy model
- Holden Statesman (WH-WK) (1999–2006) – nowy model
- Holden Caprice (WH-WK) (1999–2006) – nowy model
- Holden Monaro (2001–2005)
- Holden Commodore (VE) (2006–2017)
- Holden Statesman (WM) (2006–2017)
- Holden Caprice (WM) (2006–2017)

### Samochody importowane (od 1970)
Mniejsze auta stanowiły w przeważającej większości modele innych producentów, zależnych lub współpracujących z koncernem GM. Pod marką Holden występowały m.in.:
- Holden Apollo (1989–1997) – Toyota Camry
- Holden Astra (1984–1989) – Nissan Pulsar
- Holden AH Astra (1996–) – Opel Astra
- Holden Barina (1985–1993) – Suzuki Swift
- Holden AC Barina (1993–2005) – Opel Corsa
- Holden BV Barina (2005–) – Chevrolet Aveo / Daewoo Kalos
- Holden BV Barina Sedan (2005–) – Chevrolet Aveo / Daewoo Gentra
- Holden Camira (1982–1988) – Opel Ascona
- Holden Rodeo (2008–2014) – Isuzu D-Max
- Holden VC Combo (1997–2015) – Opel Combo
- Holden YG Cruze (2002–2005) – Suzuki Ignis
- Holden Cruze (2009–2017) – Chevrolet Cruze
- Holden Gemini (1975–1989) – Isuzu Gemini
- Holden Jackaroo (1998–2002) – Isuzu Trooper
- Holden Nova(1989–1996) – Toyota Corolla
- Holden Rodeo (1998–2004) – Isuzu Rodeo
- Holden Rodeo (2004–2008) – Isuzu D-Max
- Holden Suburban (1998–2000) – Chevrolet Suburban
- Holden TC Tigra (2004–) – Opel Tigra Twin Top
- Holden HB Torana (1967–1969) – zmodernizowany Vauxhall Viva
- Holden Vectra (1998–2006) – Opel Vectra B/C
- Holden AV Viva (2004–2009) – Chevrolet /Daewoo Lacetti
- Holden ZV Zafira (1999–2005) – Opel Zafira

## Rynki zbytu
Samochody marki Holden sprzedawane są przede wszystkim w Australii i Nowej Zelandii, gdzie ruch jest lewostronny. Modele HSV oferowano krótko również w Wielkiej Brytanii pod marką Vauxhall. Auta z kierownicą po lewej stronie produkowane były od lat pięćdziesiątych głównie na rynki Bliskiego Wschodu i Brazylii pod marką Chevroleta.